# Hemioenoe

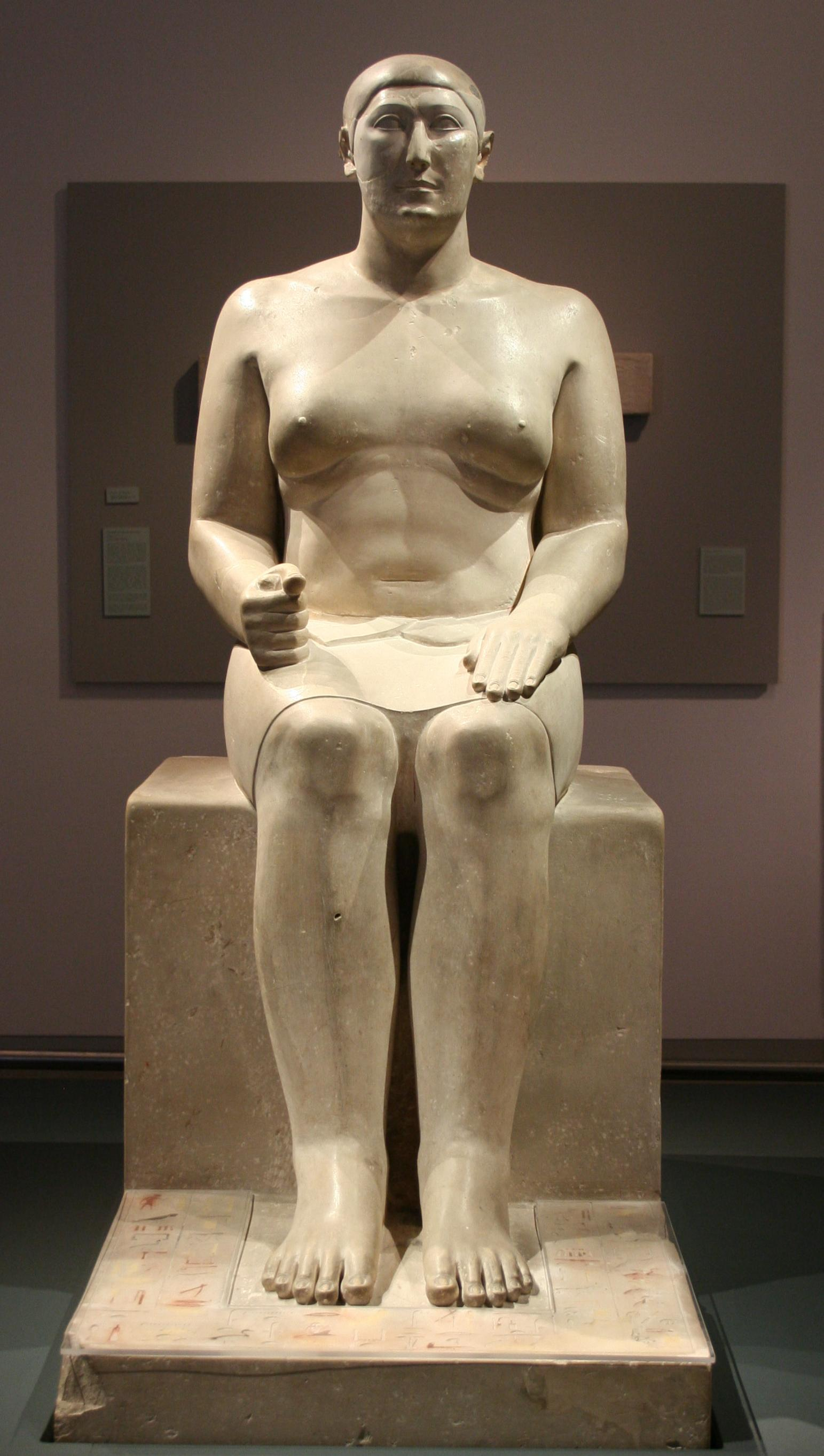
Levensgroot beeld van Hemioenoe, van kalksteen, in het Pelizaeus Museum, Hildesheim, Duitsland. zijn voeten rusten op kolommen hiërogliefen beschilderd in geel, rood, bruin en zwart.

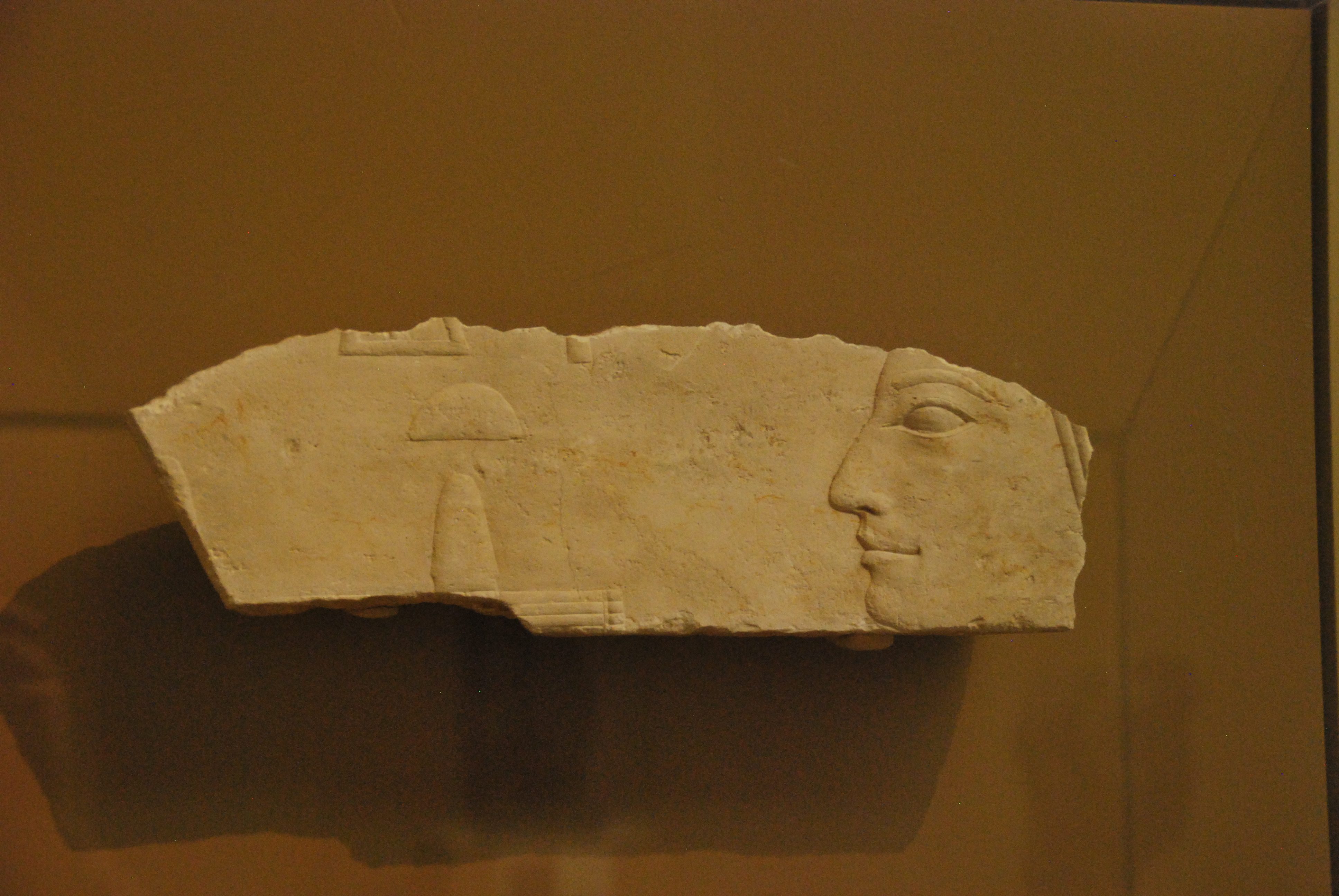
Reliëf van Hemioenoe, kalksteen, Gizeh, tombe G4000, Oude Rijk, regering van Cheops, 2551-2528 v. Chr.

Hemioenioe (fl 2570 v.Chr.) was een man uit het Oude Egypte, van wie wordt aangenomen dat hij de hoofdopzichter was bij de bouw en architect van de Grote Piramide van Gizeh. Als vizier, die zijn vader Nefermaat opvolgde en zijn oom Kanefer, was Hemioenoe een van de belangrijkste leden van het hof en verantwoordelijk voor alle koninklijke bouwwerken. Zijn tombe ligt in de buurt van Cheops' piramide op de westelijke begraafplaats.

## Biografie
Hmioenoe was een zoon van prins Nefermaat en zijn vrouw Itet. Hij was een kleinzoon van Sneferoe en verwant aan Cheops, de koning van het Oude Rijk. Hemioenoe had drie zusters en veel broers.
In zijn tombe wordt hij beschreven als een erfprins, graaf, zegeldrager van de koning van Beneden-Egypte (jrj-pat HAtj-a xtmw-bjtj) en op een beeld gevonden in zijn serdab (en nu in Hildesheim), zijn aan Hemioenoe de volgende titels gegeven: koningszoon van zijn lichaam, hoofd van justitie, en vizier, grootste van de vijf van het Huis van Thoth (sA nswt n XT=f tAjtj sAb TAtj wr djw pr-DHwtj).

## Tombe
Hemioenoes tombe ligt in de buurt van Cheops' piramide en bevat zijn afbeeldingen in reliëf. Sommige stenen van zijn zwaar beschadigde mastaba (G4000) zijn gemarkeerd met data, die refereren aan Cheops' regering. Zijn beeld is te vinden in het Pelizaeus Museum, Hildesheim, Duitsland. Zijn beeld werd in maart 1912 door archeoloog Hermann Junker in de ommuurde serdab van Hemioenoes mastaba gevonden. Oude grafrovers hadden de mastaba geplunderd en er was in de muur van de serdab een gat ter grootte van een kind uitgehakt. De dief nam de ingelegde ogen uit het beeld en nam gouden sieraden mee, waarbij de rechterarm werd afgebroken en het hoofd afgeslagen. Het hoofd, met name de neus, kon worden gerestaureerd aan de hand van een reliëf van Hemioenoe.